# ويليام إدي

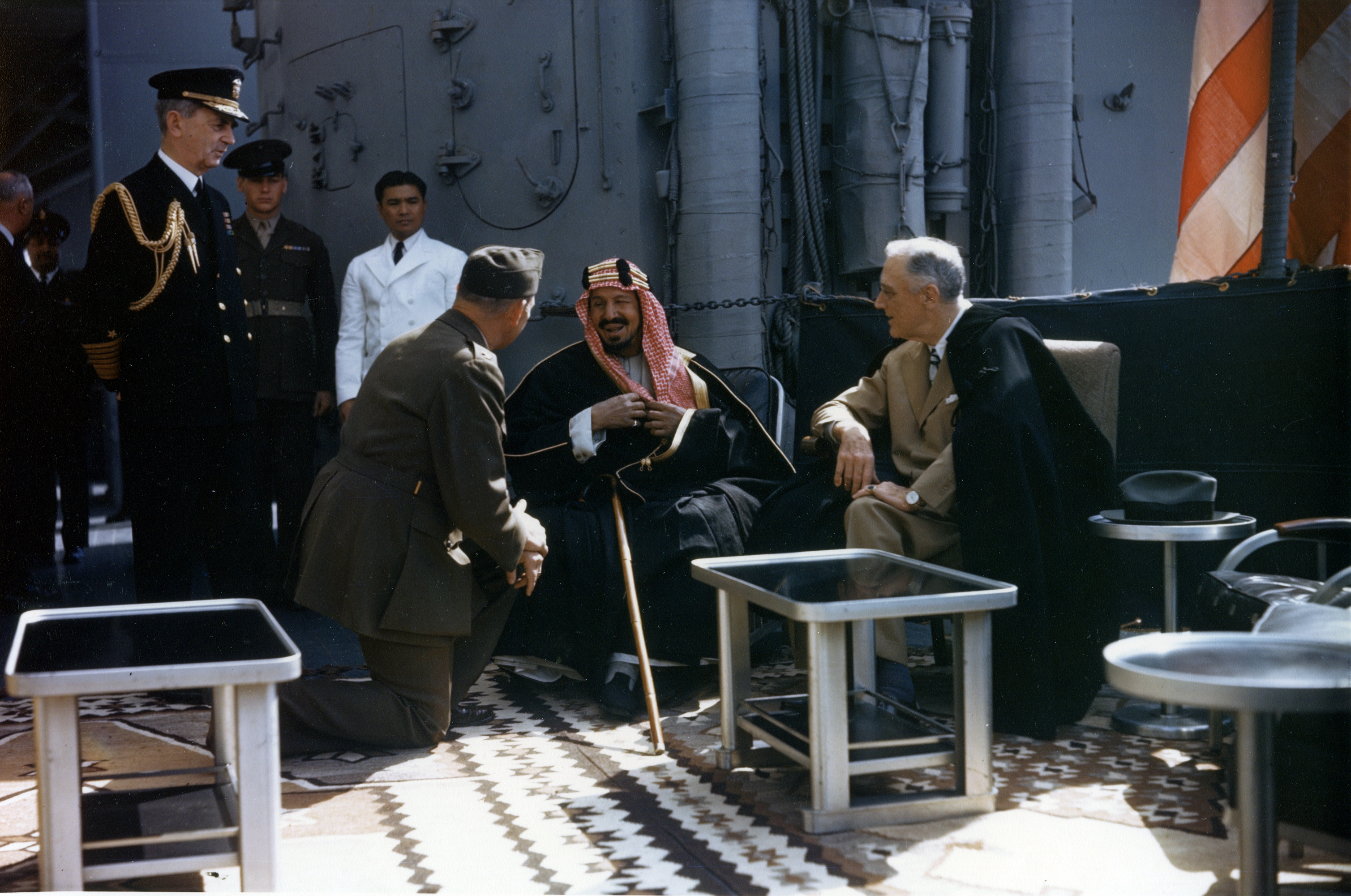
الرئيس فرانكلين روزفلت والملك عبد العزيز آل سعود والكولونيل ويليام إدي (المنحني على ركبته) والأميرال وليام ليهي (الواقف) على متن طراد كوينسي وذلك أثناء اتفاق كوينسي.

ويليام ألفريد بيل إدي (بالإنجليزية: William Alfred "Bill" Eddy)‏ (مولود في 9 مارس 1896-3 مايو 1962) كان وزيرا أمريكيا للسعودية (1944-1946) وأستاذ جامعة ورئيس كلية.